# Das Kunstwerk (Zeitschrift)

Titelbild der Zeitschrift Das Kunstwerk, erste Ausgabe 1946

Das Kunstwerk war eine deutsche Kunstzeitschrift, die 1946 von Woldemar Klein in Baden-Baden gegründet wurde und der modernen Kunst gewidmet war. Sie gehörte zu den „wichtigsten Publikationsorganen für die Kunstgeschichte der Modernen und der Gegenwart in Westdeutschland.“ In der ersten Nachkriegszeit wurden die Hefte unregelmäßig herausgegeben, anschließend stellte sich eine monatliche Erscheinungsweise ein. Sie wurde 1991 eingestellt.

## Geschichte
Das Kunstwerk wurde 1946 von dem Verleger Woldemar Klein und dem Kunsthistoriker Leopold Zahn in Baden-Baden in der Französischen Besatzungszone gegründet. Es war das erste Kunstmagazin der Westzone, das sich der zeitgenössischen Kunst widmete und in dem umfangreiche Text- und Bildbeiträge zum Expressionismus und zur zeitgenössischen Abstrakten Kunst erschienen.
Der Gründer Woldemar Klein betrieb bereits in München, anschließend seit 1934 in Berlin einen Verlag, in dem er vornehmlich russische Literatur und später zunehmend Kunstbücher und Kunstpostkarten herausbrachte. 1943 siedelte er aus dem zerbombten Berlin nach Baden-Baden auf die Leisberghöhe über. Geboren wurde Klein am 7. Mai 1892 in Sankt Petersburg, er war verheiratet mit Ruth Klein (geb. Thierfelder). Er studierte an der Technischen Hochschule Karlsruhe, wo er als Dipl. Ing abschloss und deren Ehrenbürger er 1960 wurde. Klein wurde 1955 Mitglied des P.E.N.-Zentrums. Nach Kleins Tod 1962 führte seine Witwe Ruth, eine Autorin, den Buchverlag weiter und kooperierte seit Mitte der 1970er Jahre mit dem Aachener Verlag von Rudolf Georgi, der daraufhin als Verlag Woldemar Klein/Dr. Rudolf Georgi firmierte.

## Verlag Woldemar Klein
Die erste Ausgabe erschien 1946 unter der Schriftleitung von Leopold Zahn und Ludwig E(manuel) Reindl mit einem Umfang von 40 Seiten, sowie einiger Anzeigenseiten. Auf dem Umschlag und dem Frontispiz wurde ein kleiner mittelalterlicher Holzschnitt abgedruckt, der einen Sämann zeigt, dessen Samenkörner bereits alle Bestandteile der Pflanze enthielt. Neben einem Geleitwort des Verlegers erschienen Beiträge wie der von Manfred Hausmann: Ihm zum Bilde. Künstler und Gegenwart, Kurt Gerstenberg: Die Fresken Tiepolos in der Residenz zu Würzburg, Hans Carossa: Das Städtlein auf der Hand des Heiligen, Egon Vietta beschäftigte sich mit dem Künstler Karl Rössing. Der Schriftleiter Leopold Zahn schrieb Zum Thema Plastik und Reindl: Zu einer Figur von Richard Scheibe.

## Agis-Verlag
1955 wurde Das Kunstwerk an den 1949 gegründeten Krefelder Agis-Verlag von Karl Georg Fischer (1899–1994) verkauft, der bis 1968 als Herausgeber fungierte. Der Sohn des Käufers, der Künstler Klaus Jürgen-Fischer, rückte neben Zahn in die Schriftleitung auf. Der komplette Titel lautete seither Das Kunstwerk. Eine Zeitschrift über alle Gebiete der bildenden Kunst. Begründet von Waldemar Klein. Die Übernahme und der neue Schriftleiter wurden kritisch aufgenommen: „Die Fischers verengten Kleins »Zeitschrift für alle Gebiete der bildenden Kunst« zu einem Propagandablatt für die jeweils aktuellen Richtungen der Gegenwart, unter denen um 1960 noch die Abstrakten dominierten…“ Karl G. Fischer konzipierte 1959 das Baden-Badener Kunstgespräch zum Thema „Wird die moderne Kunst gemanagt?“, an dem Theodor W. Adorno, Konrad Farner, Daniel-Henry Kahnweiler, Egon Vietta, HAP Grieshaber und andere teilnahmen.

## Kohlhammer-Verlag
1968 wechselte die Zeitschrift zum Stuttgarter W. Kohlhammer Verlag und der Künstler und Freund Fischers Rolf-Gunter Dienst wurde zusätzlich neben ihm und Zahn in die Schriftleitung aufgenommen. Der Untertitel lautete Zeitschrift für bildende Kunst.
Im Juni-Juli 1968 erschien die Titelgeschichte "Deutsche Kunst -  eine Neue Generation" von Rolf-Gunter Dienst mit Beiträgen von Gerhard Richter, Ferdinand Kriwet, Reiner Ruthenbeck, Dieter Asmus, Werner Nöfer u. a.
Anfang der 1990er Jahre erschien mit Das Kunstwerk 4/1991 und dem thematischen Schwerpunkt Neue Bilder die letzte Ausgabe, die einen Umfang von 114 Seiten hatte. Autoren waren der Frankfurter Museumsdirektor Klaus Gallwitz, der über den figürlichen Maler Horst Antes schrieb, Manfred Schneckenburger, der Documenta-Direktor, untersuchte die Gemälde Kuno Gonschiors unter dem Titel Die Liebe zu den Farben hat Methode und Tayfun Belgin schrieb: Zu der Malerei Ulrich Erbens. Schriftleiter Rolf-Gunter Dienst berichtete über neuen Arbeiten von Konrad Klapheck: Der Zufall ist der Lehrmeister der Inspiration und Eduard Beaucamp nahm sich Hans Peter Reuters Aquarelle vor.
Die Zeitschrift Das Kunstwerk wurde bereits seit mehreren Jahren von Kohlhammer durch Quersubventionen am Leben erhalten.